# Psilochorus cambridgei
Psilochorus cambridgei är en spindelart som beskrevs av Willis J. Gertsch och Davis 1937. Psilochorus cambridgei ingår i släktet Psilochorus och familjen dallerspindlar. Inga underarter finns listade i Catalogue of Life.